# Дискусія про струну

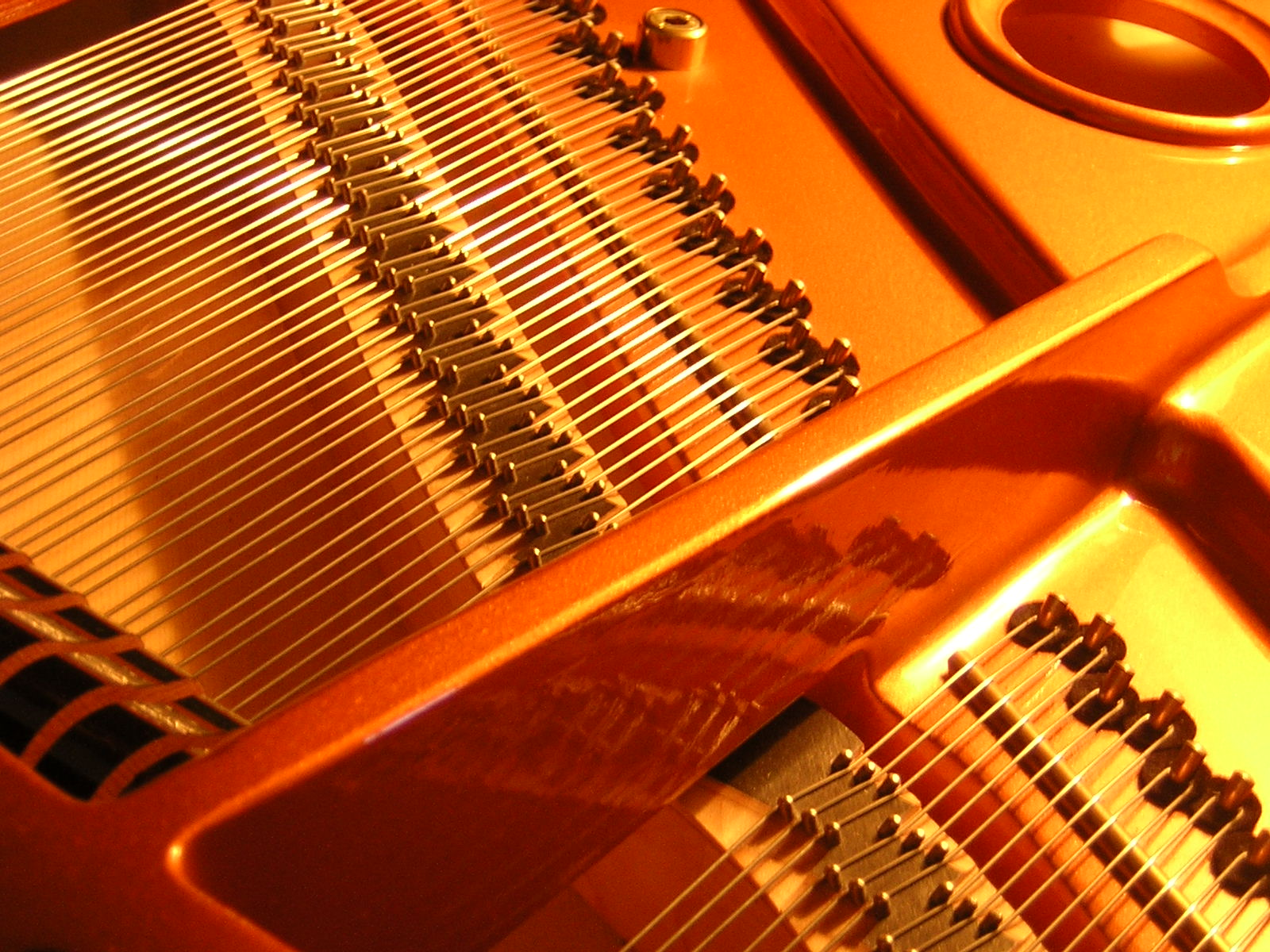
Коливання струн піаніно описуються диференціальними рівняннями

Дискусія про струну — наукова дискусія, що розгорнулася в XVIII столітті, між визначними вченими того часу навколо задачі про коливання струни. У полеміці брали участь математики Жан Лерон д'Аламбер, Леонард Ейлер, Даніель Бернуллі, Жозеф-Луї Лагранж. Дискусія стосувалася означення поняття функції та мала вирішальний вплив на численні розділи математики: теорію диференціальних рівнянь з частинними похідними, математичний аналіз і теорію функцій дійсних змінних, теорію тригонометричних рядів Фур'є і теорію узагальнених функцій і просторів Соболєва.

## Передісторія

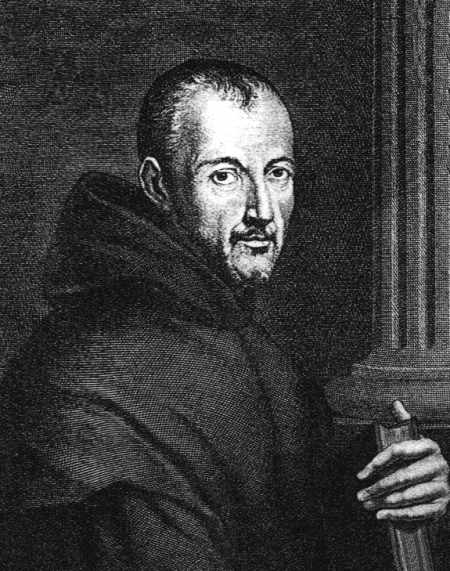
Марен Мерсенн, французький теолог, філософ, математик і теоретик музики

Можливість теоретичного вивчення коливань з точки зору механіки з'явилася з відкриттям законів Ньютона (1687) і розробкою аналізу нескінченно малих, та основ інтегрального і диференціального числень. Однак, різні дослідження велися і до цього моменту Галілеєм, Мерсенном, Декартом, Гюйгенсом та іншими вченими. В 1625 році Мерсенн знайшов залежність між частотою {\displaystyle \nu }, натягом {\displaystyle T}, площею поперечного перерізу {\displaystyle S} та довжиною {\displaystyle l} струни:
Закон Мерсенна пояснив теоретично Тейлор майже через століття, в 1713 році. У його роботі досліджувалось відхилення струни від початкового положення, виражене у вигляді функції {\displaystyle y=y(x)}.
Тейлор вважав, що в будь-який фіксований момент часу струна повинна мати форму синусоїди {\displaystyle y=k\sin(\pi x/l)} (що насправді є нульовою модою коливання струни), амплітуда якої залежить від часу, і що за будь-якої початкової умови струна прагне перейти в такий «основний» стан (що, як виявилося, не відповідає дійсності). Цей підхід, який іноді називають «методом стоячих хвиль», був продовжений Даніелєм Бернуллі, однак отримав строге обґрунтування лише в роботах Фур'є.
Тейлор також встановив, що сила натягу, що діє на нескінченно-малий елемент струни і спрямована в бік її відхилення, пропорційна другій похідній {\displaystyle d^{2}y/dx^{2}}. Надалі д'Аламбер став розглядати залежність відхилення не тільки від просторової координати {\displaystyle x}, але і від часу {\displaystyle t}. Це дозволило чітко застосувати другий закон Ньютона, що, однак, змусило переосмислити природу самої похідної, розглянутої Тейлором: вона стала частинною похідною {\displaystyle \partial ^{2}y/\partial x^{2}}. Прискорення елемента описувалося іншою частинною похідною: {\displaystyle \partial ^{2}y/\partial t^{2}}.
У 1747 році Д'Аламбер переформулював закон, знайдений Тейлором, за допомогою диференціальних рівнянь з частинними похідними і записав рівняння коливання струни в сучасному вигляді, який називається хвильовим рівнянням:

## Розв'язки д'Аламбера та Ейлера

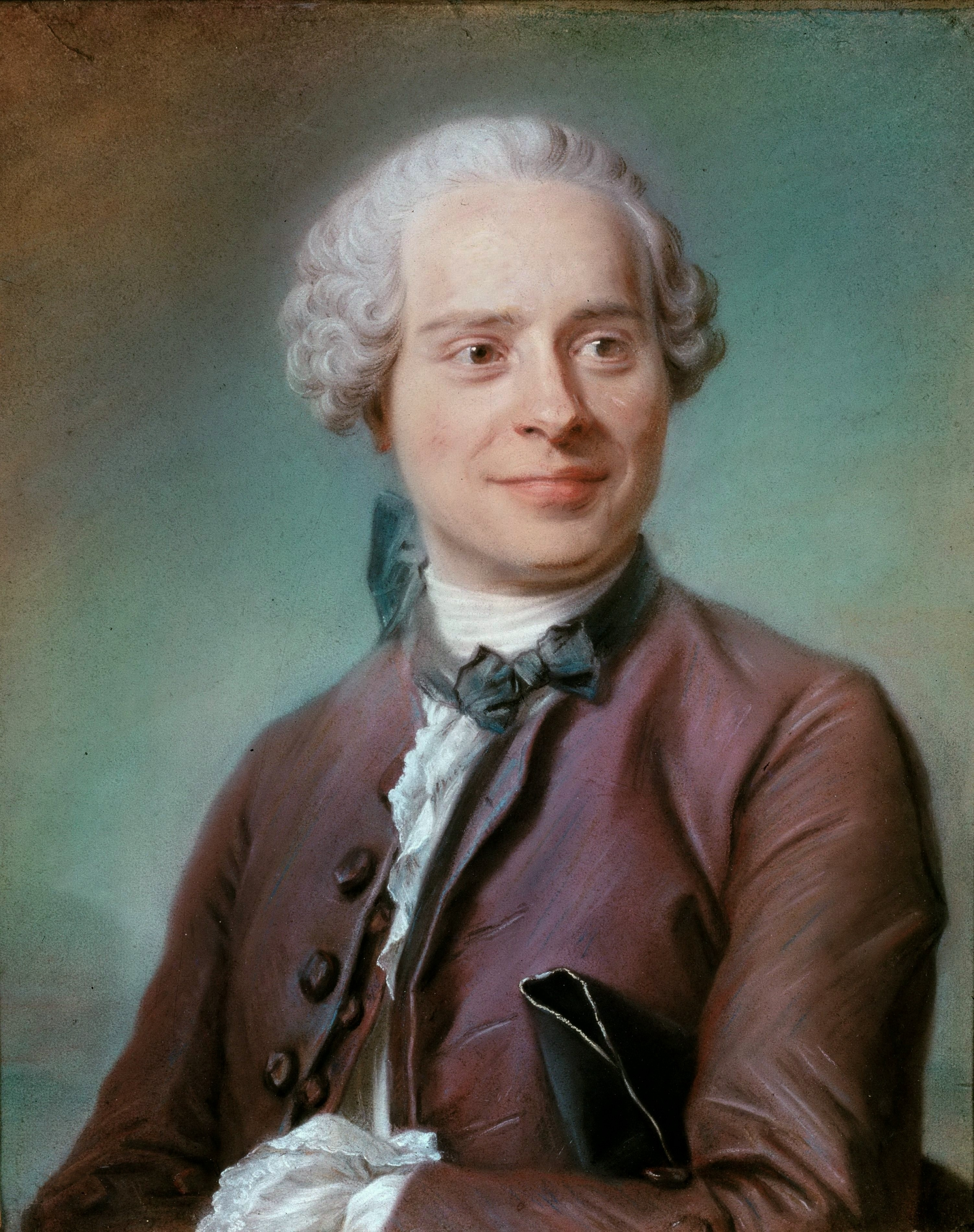
Жан Лерон д'Аламбер, французький філософ, механік і математик

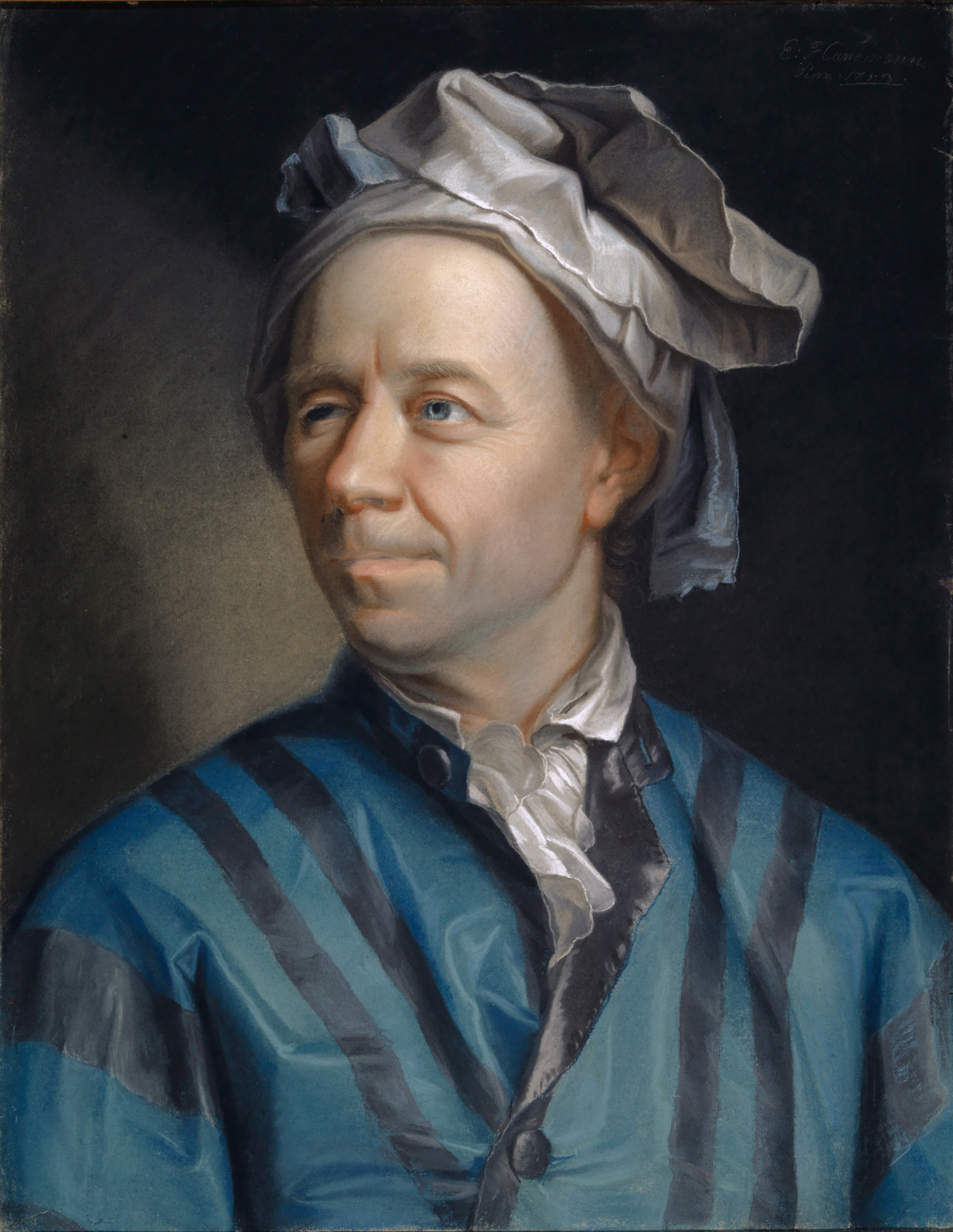
Леонард Ейлер, видатний математик XVIII століття

Д'Аламбер застосував свій підхід до розв'язку рівняння коливання струни. Покладаючи {\displaystyle a=1}, він помітив, що з рівняння коливання струни випливає також рівність
і зробив висновок, що коефіцієнт біля диференціальної форми {\displaystyle dt\pm dx} є функцією від {\displaystyle (t\pm x)} і його можна отримати інтегруванням правої частини цієї рівності. Це дозволило записати лінійну систему для перших частинних похідних від {\displaystyle y\quad }, розв'язок якої дає повний диференціал функції {\displaystyle y\quad }. Остання в свою чергу відновлювалася повторним інтегруванням. Цей метод дозволив записати розв'язок рівняння коливання струни у вигляді
де {\displaystyle \phi \quad } і {\displaystyle \psi \quad } — деякі довільні функції, що визначаються з початкових умов. Д'Аламбер назвав такий розв'язок загальним, підкресливши, що він є множиною усіх розв'язків рівняння.
Аналогічний розв'язок невдовзі отримав Ейлер, сформулювавши те, що ми зараз назвали би задачею Коші з заданою початковою формою струни і з нульовою початковою швидкістю. Після виведення рівняння коливань струни і розглянувши його для довільного {\displaystyle a}, він отримав розв'язок
що мало відрізняється від розв'язку Д'Аламбера. В 1766 році Ейлер розробив новий метод, відомий зараз як метод характеристик: переходячи до координат {\displaystyle u=x+at,v=x-at\quad }, він записав початкове рівняння у вигляді
яке можна легко проінтегрувати.
Незважаючи на те, що д'Аламбер і Ейлер отримали практично однакові за формою розв'язки рівняння коливань, вони по-різному сприймали їх зміст. Ключова проблема полягала в тому, що отримані розв'язки містили деякі довільні функції. Однак, загальноприйнятого означення функції на той момент не було, і серед математиків існували різні думки про те, які функції допустимо розглядати в аналізі, а які — ні. Розбіжності з цього питання між д'Аламбером і Ейлером стали поштовхом для серії публікацій, в яких розпочалась гостра полеміка про проблему струни, до якої згодом приєдналися інші вчені.

## Означення функції

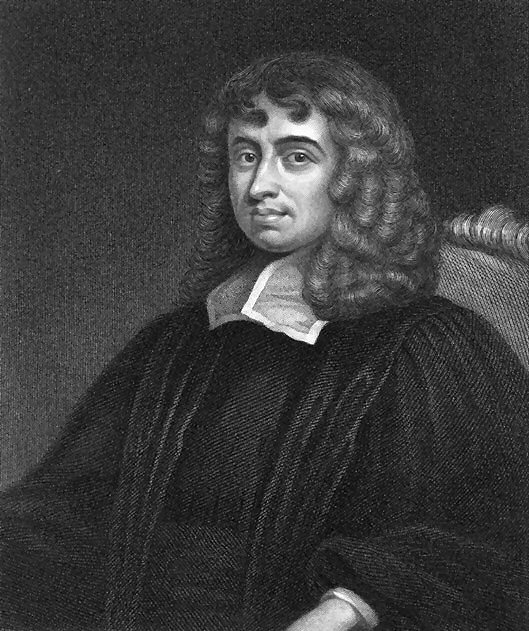
Ісаак Барроу, англійський математик, фізик і богослов, учитель Ньютона

Під час виникнення основ математичного аналізу (XVII-XVIII століття) існували два основних підходи: наочний нестрогий механіко-геометричний і формальний алгебраїчний. З цих двох точок зору і розглядали поняття функції. З механістичної точки зору, що бере свій початок ще від Ньютона і Барроу, функція — це величина, що змінюється з плином часу. Останній в даному випадку виступає аргументом. Інший підхід до функції, що походить від Ферма і Декарта, але вперше явно сформульований Йоганном Бернуллі (батьком Даніеля Бернуллі, про якого піде мова нижче), полягає в тому, що «функцією змінної величини… називається кількість, складена яким завгодно способом з цієї змінної величини і сталих» тобто, деяка формула, аналітичний вираз від аргументу (що не обов'язково є аналітичною функцією в сучасному розумінні).  Допустимі операції, за допомогою яких можна було отримувати функції, також змінювалися, проте зазвичай містили в собі арифметичні дії, взяття коренів та переходи до границь, що дозволяло розглядати нескінченні ряди. Перший підхід давав ширший клас функцій, однак ані строгого означення, ані ефективних методів роботи з настільки загальним поняттям функції до середини XVIII століття математики не мали, і в аналізі, а також геометричних застосуваннях, досліджувалися переважно функції, що задавалися однією формулою.
Д'Аламбер розглядав задачу про струну в першу чергу з позиції чистого математика, і не вважав своєю метою пояснення таких фізичних ефектів, як гармонійне звучання струни або явище обертонів. Це може здатися дещо дивним, але подібний підхід до фізичних задач, виявився надзвичайно ефективним у науці XVIII століття. Так, розглядаючи коливання струни із закріпленими кінцями і нульовою початковою швидкістю, Д'Аламбер записує розв'язок у вигляді
вважаючи при цьому, що функція {\displaystyle f(x)}, яка визначає положення струни в початковий момент часу, повинна бути задана якимось одним правилом, чинним для всіх дійсних чисел (щоб розв'язок існував для будь-якого моменту часу), але таким, щоб ця функція була непарною і періодичною, з періодом довжини 2l (де l — довжина струни), що випливає з граничних умов.
Для Ейлера, навпаки, було зрозуміло, що струні в початковий момент часу можна надати форму практично довільної кривої, накресленої «вільним порухом руки». З фізичних міркувань він запропонував розглянути функцію, визначену на інтервалі {\displaystyle 0\leq x\leq l}, а потім продовжити цю функцію, користуючись її непарністю і періодичністю, на всі дійсні числа. Одержаний об'єкт, однак, не був «функцією» в тому сенсі, який в нього вкладав д'Аламбер (і навіть сам Ейлер раніше). Згодом Ейлер пропонував також вважати, що початкова умова (а, отже, і розв'язок) може бути задана не одним аналітичним виразом, а декількома («кусково-аналітичне» задання функції), а згодом і взагалі відмовився від аналітичного задання. Зокрема, він допускав негладкі функції із «зламами» графіка — які природно уявити собі, розглядаючи струну, відтягнуту в одній точці.
Д'Аламбер зазначав, що розглядати довільну криву не можна, оскільки це «суперечить всім правилам аналізу», і наполягав на тому, що початкова умова має задаватися однією періодичною, непарною і всюди диференційовною функцією. Окремо критикувалось використання функцій «зі зламами». Д'Аламбер писав, що саме рівняння коливання вимагає, щоб розв'язок мав як мінімум другі частинні похідні. Однак якщо початкова умова має злам в якійсь точці, то й розв'язок, що отримується за знайденим формулами, виявляється негладким в якийсь момент часу в будь-якій наперед заданій точці. Тим самим, він не може задовольняти рівнянню в точках зламів. Тут особливу роль зіграла властивість гіперболічних рівнянь в частинних похідних (до яких відноситься рівняння коливання струни) зберігати гладкість початкової умови, а не збільшувати її (що відбувається у випадку еліптичних рівнянь).
Основна відповідь Ейлера на загальні заперечення полягала у тому, що вивчення рівнянь із частинними похідними істотно відрізняється від «звичайного аналізу» функцій однієї змінної, де в основному розглядаються перетворення окремих аналітичних виразів, і немає необхідності розглядати «змішані» функції. Відповідь на заперечення з приводу негладких розв'язків зводилася до того, що вони відрізнятимуться від гладких лише на «нескінченно-малу» величину, і це розходження можна ігнорувати. Таке пояснення, звичайно, не могло влаштувати д'Аламбера. Інший аргумент полягав у тому, що Ейлер запропонував «забути» про початкове рівняння, і вважати, що явище описується знайденим загальним розв'язком, а не рівнянням.

## Погляд фізика: розв'язок Д. Бернуллі

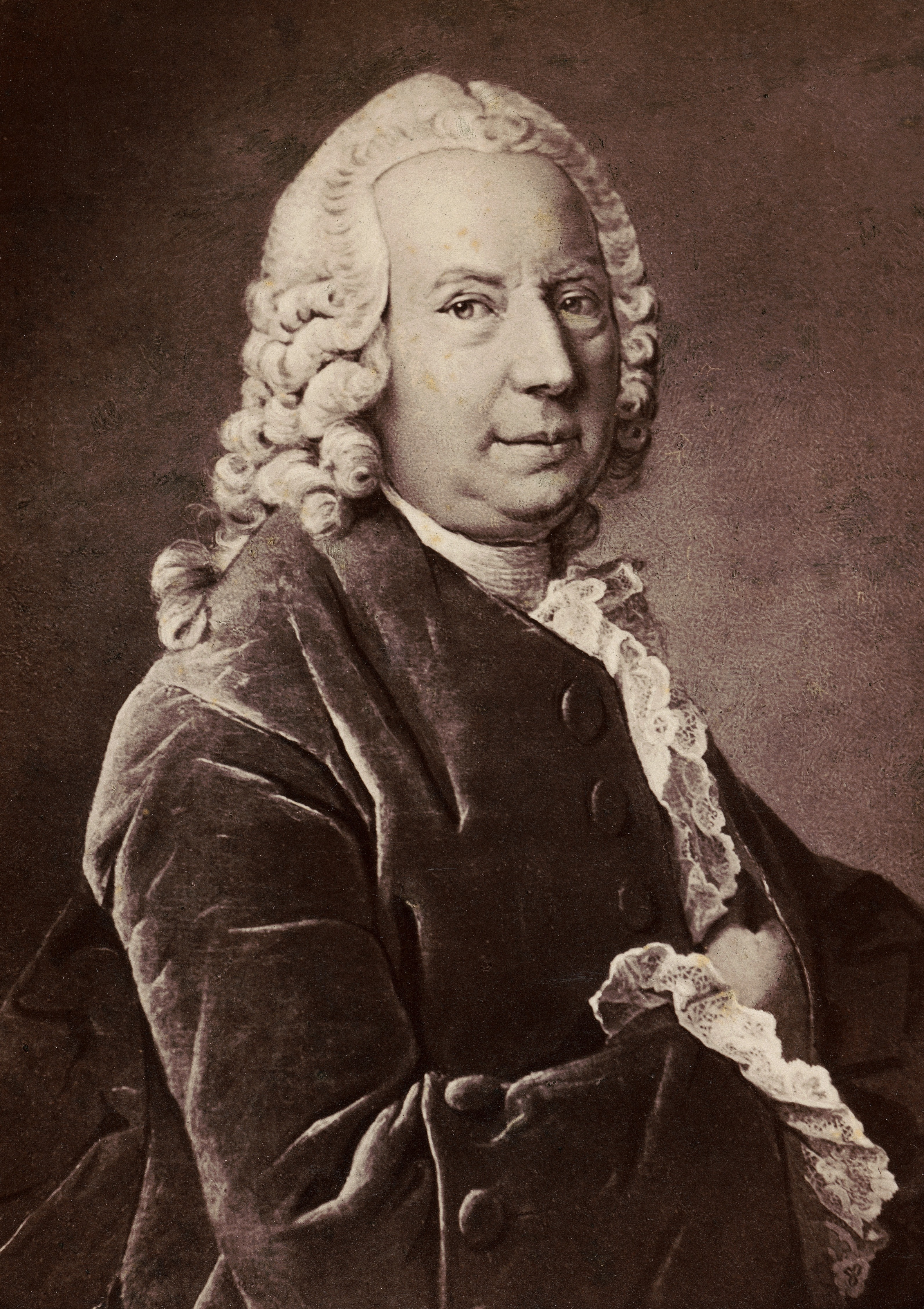
Даніель Бернуллі, видатний швейцарський фізик і математик

Даніель Бернуллі вступив у полеміку між Ейлером і д'Аламбером, розкритикувавши їх розв'язки з точки зору фізики як надзвичайно абстрактні. У своїх публікаціях він зазначив, що це чудові математичні результати, "але при чому тут струни, що звучать?"
Виходячи з уявлень про природу коливань, він розвив ідею про важливу роль «чистих коливань» синусоїдальної форми, що з'явилася ще у Тейлора. Його здогадка полягала в тому, що довільне коливання може бути представлено як «накладання» або суму кількох чистих коливань (принцип суперпозиції), що відповідало спостереженням за струною: створений нею звук складається з основного тону і безлічі обертонів. Бернуллі знайшов розв'язок рівняння коливань у вигляді суми тригонометричного ряду і стверджував (знову ж таки, виходячи з фізичних міркувань), що таким рядом можна представити довільну функцію. Це припущення він не міг підтвердити математично — зокрема, він не знав формули для обчислення коефіцієнтів такого ряду. Тим не менш, він вважав, що його розв'язок не тільки має більший фізичний зміст, ніж розв'язок д'Аламбера і Ейлера, але і є загальнішим.
Ряди були важливим об'єктом вивчення в той час, і багато математиків (включаючи Ньютона) розглядали степеневі ряди (з дійсними показниками ступенів) як універсальний спосіб запису довільних функцій. Проте, необхідного рівня розуміння тригонометричного ряду на той момент досягнуто не було, та ні д'Аламбер, ні Ейлер не погодилися з тим, що тригонометричний ряд здатний описувати досить широкий клас функцій. Це нерозуміння посилювалося поширеним тоді уявленням, що якщо два аналітичних вирази збігаються на якійсь ділянці числової осі, то вони збігаються усюди. Так, Ейлер не міг повірити в те, що тригонометричним рядом можна описати поведінку струни, збуреної лише на невеликій ділянці. Заперечення також викликала вимога періодичності функції, яка представлена у вигляді ряду, що природно випливало з періодичності доданків.
Лише в наступних працях Фур'є (початок XIX століття) було показано, що навіть недоступні для опису степеневим рядом (і неаналітичні в сучасному розумінні) функції зі зламами можуть бути представлені на деякому відрізку тригонометричним рядом. Подальші дослідження питань збіжності рядів Фур'є провели Кантора до побудови теорії множин і, в підсумку, до появи сучасного функціонального аналізу.

## Узагальнені функції
Результати Фур'є відповіли на одне з ключових питань в дискусії про струну: питання щодо задання широкого класу функцій тригонометричним рядом. Однак, інше джерело розбіжностей — парадокс, пов'язаний з можливістю негладких початкових умов, а, отже, і розв'язків — залишався відкритим не тільки в XVIII, але і в XIX столітті тобто він був розв'язаний тільки в XX столітті з появою апарату узагальнених функцій (розподілів). Основи цієї теорії були закладені наприкінці 1936 року С. Л. Соболєвим в результаті дослідження задачі Коші для гіперболічних рівнянь (до яких відноситься і рівняння коливання струни) і в подальшому строго розвинені Лораном Шварцом в 1950-х роках.
Ідея полягає в заміні рівняння коливання на еквівалентне йому (в певному сенсі) інтегральне рівняння, розв'язок якого шукається вже не серед класу двічі гладких функцій, а у так званих соболєвих просторах, що є поповненням простору неперервних функцій за деякою спеціальною метрикою. Можна також вважати, що похідні негладкої функції, що стоять в лівій частині рівняння коливання струни, є узагальненою функцією, і рівність справедлива в сенсі узагальнених функцій.